# Henrik Jørgensen (calciatore 1965)
Henrik Jørgensen (18 febbraio 1965) è un ex calciatore danese, di ruolo attaccante.

## Carriera

### Club
Jørgensen cominciò la carriera con la maglia del Birkerød, prima di trasferirsi al Lyngby. Dopo un'esperienza al KB, fu ingaggiato dai norvegesi del Fyllingen. Esordì nell'Eliteserien il 28 aprile 1991, subentrando a Ola Lyngvær nel pareggio a reti inviolate sul campo del Kongsvinger. Il 20 maggio realizzò la prima rete per il Fyllingen, nella sconfitta per 1-2 contro lo Strømsgodset. A fine stagione, la squadra retrocesse in 1. divisjon. Jørgensen vi restò in forza per un'altra stagione, per poi tornare al Lyngby, dove rimase fino al 1995.